# Valentín Fábrega Escatllar
Valentín Fábrega Escatllar (Barcelona, 1931 - Colonia, 2024) fue un filólogo y teólogo español establecido en Colonia. 

## Vida
En su etapa como jesuita recibió la formación habitual en humanidades, filosofía y teología, y completó esta última carrera con estudios bíblicos en la Facultad de Teología Protestante de la Universidad de Heidelberg y con el doctorado en la Universidad de Innsbruck (1969).
Después de una breve docencia en la Facultad de Teología de los jesuitas en Sant Cugat del Vallès y en la Universidad Pontificia Comillas, dejó la Compañía de Jesús y se trasladó a Colonia (Alemania) en 1971. Recibió una beca de la Fundación Alexander von Humboldt para investigación de dos años entonces y acabó los estudios de filología clásica (latín). Nacionalizado alemán en 1975 y casado con Inga Weyer —catedrática de instituto y miembro sinodal de la Iglesia Evangélica Renana— en 1971, ha ejercido de catedrático de instituto —de latín y religión católica— durante más de veinte años. Más adelante dio clases en la Facultad de Filología Románica de la Universidad de Colonia de Lengua y Literatura Españolas. Se jubiló en 1996. Desde entonces continúa con su tarea de investigación, sobre todo en Teología, y especialmente en Eclesiología y Escatología.

## Obras

### Teología

#### Artículos y conferencias
- "Eschatologische Vernichtung bei Paulus", Jahrbuch für Antike und Christentum, 15 (1972), 37-65. (en alemán)
- "Die chiliastische Lehre des Laktanz", Jahrbuch für Antike und Christentum, 17 (1974), 126-146. (en alemán)
- "War Junia(s), der hervorragende Apostel (Rom 16,7), eine Frau?", Jahrbuch für Antike und Christentum, 27/28 (1984/1985), 47-64. (en alemán)
- "La perícopa de Cesarea de Filipo (Mc 8,27-33 y Mt 16,13-23) en la exégesis protestante alemana de las últimas décadas", Actualidad Bibliográfica, 56 (1991), 149-153.
- "El Eclesiastés o el Libro de Qohélet objeto de intensa investigación actual", Actualidad Bibliográfica, 74 (2000), 174-184.
- "La escatología de Qumrán", Actualidad Bibliográfica, 75 (2001), 5-17.
- "El mite de Babel o la maledicció del plurilingüisme", Revista de Catalunya, 168 (2001), 36-46. (en catalán)
- "El Libro de Job: planteamientos y discrepancias", Actualidad Bibliográfica, 77 (2002), 5-15.
- "La escatología de los apocalipsis canónicos (Is 24-27 y Dan)", Actualidad Bibliográfica, 80 (2003), 153-170.
- "La escatología del apocalipsis de Juan", Actualidad Bibliográfica, 81 (2004), 5-23.
- "El Seol y la muerte en el Antiguo Testamento: dos investigaciones recientes", Actualidad Bibliográfica, 88 (2007), 205-209.
- "Verdad controvertida: memorias de Hans Küng", Actualidad Bibliográfica, 89 (2008), 28-32.
- "Lactantius", Reallexikon für Antike und Christentum, XXII (2008), 795-825. (en alemán)
- "El ministerio eclesial en la sucesión apostólica", Actualidad Bibliográfica, 92 (2009), 175-178.
- "Una aportación a la actualidad ecuménica alemana", Actualidad Bibliográfica, 94 (2010), 152-155.
- "La Conferència Episcopal Catalana: un somni irrealitzable", Revista de Catalunya, 279 (2012), 9-20. (en catalán)
- "Cuestiones abiertas de escatología neotestamentaria", Actualidad Bibliográfica, 97 (2012), 5-18.
- "La discrepancia actual de los objetivos ecuménicos", Actualidad Bibliográfica, 98 (2012), 188-194.
- "Laktanz und die Apokalypse", dentro de: Jörg Frey, James A. Kelhoffer y Franz Tóth (Ed.), Die Johannesapokalypse, Kontexte – Konzepte – Rezeption, 709-754. (en alemán)
- "El Jesús histórico", Actualidad Bibliográfica, 99 (2013), 42-49.
- "La escatología del Nuevo Testamento", Actualidad Bibliográfica, 99 (2013), 61-76.
- "Procesos de canonización de textos religiosos", Actualidad Bibliográfica, 100 (2013), 175-178.
- "Polémica en la literatura del cristianismo primitivo", Actualidad Bibliográfica, 100 (2013), 205-216.
- "La crucifixión en la Antigüedad", Actualidad Bibliográfica, 101 (2014), 42-44.
- "Una historia monacal increíble", Actualidad Bibliográfica, 102 (2014), 198-201.
- "Teología y marco social-histórico de la fuente Q en la actual exégesis americana (USA y Canadá)", Actualidad Bibliográfica, 103 (2015), 41-48.
- "Los milagros de los evangelios", Actualidad Bibliográfica, 104 (2015), 167-174.

#### Libros
- La herejía vaticana, Siglo XXI, Madrid: 1996.[3]
- Boeci, Consolació de la filosofía, texto revisado, introducción, notas y traducción, Bernat Metge, Barcelona: 2002. (en catalán)
- La dona de sant Pere, Fragmenta, Barcelona: 2007. (en catalán)[4]

### Literatura catalana

#### Artículos
- "«Ja veig estar a Déu ple de rialles» (113, 171): Déu en la poesia d’Ausiàs March", en: De orbis Hispani linguis litteris historia moribus, Festschrift für Dietrich Briesemeister, Axel Schönberger / Klaus Zimmermann (ed.), 353-371. (en catalán)
- "Ausiàs March i les expectatives apocalíptiques de la Catalunya medieval: un comentari al cant 72", Els Marges 54, (1995), 98-103. (en catalán)
- "Oh tu, mal fat (10,9): la problemàtica del fat en la poesia d’Ausiàs March", Revista de L'Alguer, 7 (1996), 251-267. (en catalán)
- "L’eròtica ovidiana i l’humanisme català: el mite d’Hermafrodit en les «Transformacions» de Francesc Alegre", Revista de l’Alguer, 9 (1998), 257-271. (en catalán)
- "Quan l’amor esdevé «hàbit vell»: Lectura del poema 121 del cançoner ausiasmarquià", Revista de l’Alguer, 10 (1999), 181-197. (en catalán)
- "La Consolació de la Filosofia en la versió catalana de Pere Saplana i Antoni Genebreda (1358/1362)", Zeitschrift für Katalanistik / Revista d’Estudis Catalans, 3 (1990), 33-49. (en catalán)
- "El Decameró català en la versió de 1429: la novel·la de Bernat d’Ast (I, 2)", Zeitschrift für Katalanistik / Revista d’Estudis Catalans, 5 (1992), 39-63. (en catalán)
- "Les Transformacions del poeta Ovidi segons la versió de Francesc Alegre: el mite de Pigmalió", Zeitschrift für Katalanistik / Revista d’Estudis Catalans, 6 (1993), 73-96. (en catalán)
- "El mite de Mirra en la versió de Joan Roís de Corella", dentro de: Vestigia fabularum, La mitología antiga a les literatures Catalana i castellana entre l’Edat Mitjana i la Moderna, Roger Friedlein y Sebastián Neumeister (ed.), Curial / PAM, (2004), 179-189. (en catalán)
- "«Com castigar malícia de fembra» (Terç del Crestià, I, cap. 95): La narrativa de Francesc Eiximenis en el seu context doctrinal", Estudis de Llengua i Literatura catalanes, Miscel˖lània Albert Hauf 2, LXIII (2011), 17-29. (en catalán)

#### Libros
- «Veles e vents»: El conflicte eròtic a la poesia d’Ausiàs March, Pagès Editors, Lleida: 1998. (en catalán)

### Literatura castellana
- "Die Rezeption der Antike in Góngoras «La fábula de Polifemo y Galatea»: Farbe, Licht und Schatten in seiner Darstellung der Tageszeiten", dentro de: Dulce et decorum est philologiam colere, Festschrift für Dietrich Briesemeister, Sybille Große und Axel Schönberger, Domus Editoria Europea, Berlín (1999), 211-231. (en alemán)
- "Amor y religión en el drama de Don Álvaro o La fuerza del sino", dentro de: Pasajes, Passages, Passagen, Homenaje a Christian Wentzlaff-Eggebert, Susanne Grundwald / Claudia Hammerschmidt / Valérie Heinen / Gunnar Nilsson (ed.), Universidad de Sevilla (2004), 19-214.